# 宗顯
宗顯，鄞縣人，明朝政治人物。
景泰三年，接替鄒旦，擔任南直隶常州府宜興縣知縣，后由李忠接任知縣。